# Metanjac
Metanjac este un sat din comuna Bijelo Polje, Muntenegru. Conform datelor de la recensământul din 2003, localitatea are 219 locuitori (la recensământul din 1991 erau 248 de locuitori).

## Demografie
În satul Metanjac locuiesc 150 de persoane adulte, iar vârsta medie a populației este de 33,1 de ani (33,2 la bărbați și 33,1 la femei). În localitate sunt 65 de gospodării, iar numărul mediu de membri în gospodărie este de 3,37.
Populația localității este foarte eterogenă.
|  |

| Demografie | Demografie | Demografie |
| An         | Locuitori  | Locuitori  |
| ---------- | ---------- | ---------- |
|            |            |            |
|            |            |            |
|            |            |            |
|            |            |            |
| 1948       | 193        |            |
| 1953       | 214        |            |
| 1961       | 229        |            |
| 1971       | 266        |            |
| 1981       | 269        |            |
| 1991       | 248        | 248        |
| 2003       | 261        | 219        |

| \| Componența etnică conform recensământului din 2003[2] \| Componența etnică conform recensământului din 2003[2] \| Componența etnică conform recensământului din 2003[2] \| Componența etnică conform recensământului din 2003[2] \| Componența etnică conform recensământului din 2003[2] \| \| ----------------------------------------------------- \| ----------------------------------------------------- \| ----------------------------------------------------- \| ----------------------------------------------------- \| ----------------------------------------------------- \| \| \| \| \| \| \| \| Bosniaci \| Bosniaci \| \| 90 \| 41,09% \| \| Musulmani \| Musulmani \| \| 85 \| 38,81% \| \| Sârbi \| Sârbi \| \| 41 \| 18,72% \| \| Muntenegreni \| Muntenegreni \| \| 2 \| 0,91% \| \| necunoscută \| necunoscută \| \| 0 \| 0% \| |              |  |    |        |
| Componența etnică conform recensământului din 2003 |              |  |    |        |
| |              |  |    |        |
| Bosniaci | Bosniaci     |  | 90 | 41,09% |
| Musulmani | Musulmani    |  | 85 | 38,81% |
| Sârbi | Sârbi        |  | 41 | 18,72% |
| Muntenegreni | Muntenegreni |  | 2  | 0,91%  |
| necunoscută | necunoscută  |  | 0  | 0%     |